# Kommission für Anwälte in der Römischen Kurie
Die Kommission für Anwälte in der Römischen Kurie wird vom Kardinalstaatssekretär geleitet. Die Kommission trifft die Auswahl von Anwälten und führt die Anwaltsliste  der, in der Römischen Kurie, zugelassenen Anwälte.

## Anwälte
Mit der Apostolischen Konstitution Pastor Bonus (PB) vom 28. Juni 1988 ordnete Papst Johannes Paul II. (1978–2005) an, dass neben den Anwälten der Römischen Rota und den Kirchenanwälten für die Heiligsprechungsprozesse auch Anwälte vor dem Obersten Gerichtshof der Apostolischen Signatur zugelassen werden sollen. (PB Art. 183) Gleichwohl können sie auch in den Dikasterien der Römischen Rota ihren Dienst versehen. (PB Art. 183)
Gleichzeitig mit der Veröffentlichung der Apostolischen Konstitution Pastor Bonus verfasste Johannes Paul II. das Apostolische Schreiben Iusti Iudicis in der Form eines Motu Proprios. Er fasste darin seine Anordnungen zusammen und unterstrich, dass mit dieser Revision die Anpassung der Justizverwaltung an die Forderung der Menschenrechte gebunden sei. In seinem Schreiben unterscheidet er „Rechtsanwälte in der Römischen Kurie“, die neben der juristischen Qualifikation ebenfalls über einen abgeschlossenen theologisch-akademischen Grad verfügen müssen und „Rechtsanwälte des Heiligen Stuhls“, die nur über einen juristischen Abschluss verfügen müssen.

## Verfahren
Beim Kardinalstaatssekretär ist eine ständige Kommission eingerichtet, diese Kommission führt eine Anwaltsliste in der die Kandidaten eingetragen sind. Alle Kandidaten müssen einen geeigneten akademischen Titel nachweisen können. Sie sollen zugleich ein christliches Leben, sittlichen Anstand und Erfahrungen in anwaltlichen Vorgängen nachweisen können (PB Art. 184). Sollten diese Voraussetzungen später einmal nicht mehr erfüllt sein, können sie aus der Liste gestrichen werden. Die Anwälte werden nach Anhörung der Kommission für eine Amtszeit von fünf Jahren ernannt und verlieren mit Vollendung des 75. Lebensjahres ihr Amt. (PB Art. 185)